# Tour à signaux de Castet
Pour les articles homonymes, voir Castet.
La tour à signaux de Castet est une tour située à Oô, en France.

## Localisation
La tour est située dans le département français de la Haute-Garonne, sur la commune d'Oô. Elle s'élève légèrement au nord-est du village à proprement parler, au lieu-dit Castet.

## Historique
La tour date des Xe et XIe siècles.
L'édifice est inscrit au titre des monuments historiques en 1950.